# Yahoo! Go

Yahoo! Go in esecuzione su Windows Mobile 6

Yahoo! Go era un'applicazione basata su Java e fornita da Yahoo! agli utenti per accedere ai prodotti e servizi offerti della società attraverso i loro telefoni cellulari o PDA. Fino alla sua chiusura, Yahoo! ha considerato Go come beta software.
I servizi includevano l'invio e il ricevimento delle email, caricare le foto, utilizzare i servizi di mappatura della Terra, cercare tramite Yahoo! oneSearch e il servizio di Yahoo Answers!, controllare le quotazioni in borsa, o di leggere le ultime notizie.
Yahoo! ha annunciato nel dicembre 2009 che Yahoo! Go insieme al supporto tecnico sarebbe stato interrotto il 12 gennaio 2010. Dal 22 gennaio dello stesso anno, Yahoo! Go non funziona più.

## Altri
- Flickr
- News
- Weather
- Finance
- Sports
- Entertainment
- Widget Gallery